# 肖蒙 (奥恩省)
肖蒙（法語：Chaumont，法語發音：[ʃomɔ̃] ⓘ）是法国奥恩省的一个市镇，属于阿让唐区。

## 地理
肖蒙（48°50'9"N, 0°19'55"E）面积19.51 平方千米，位于法国诺曼底大区奧恩省，该省份为法国西北部内陆省份，北起顺时针与卡爾瓦多斯省、厄尔省、厄尔-卢瓦省、萨尔特省、马耶讷省和芒什省接壤。
与肖蒙接壤的市镇（或旧市镇、城区）包括：圣埃夫鲁德蒙福尔、马尔迪伊、图克河畔讷维尔、欧日地区萨普、勒萨普安德烈、乌什堡。

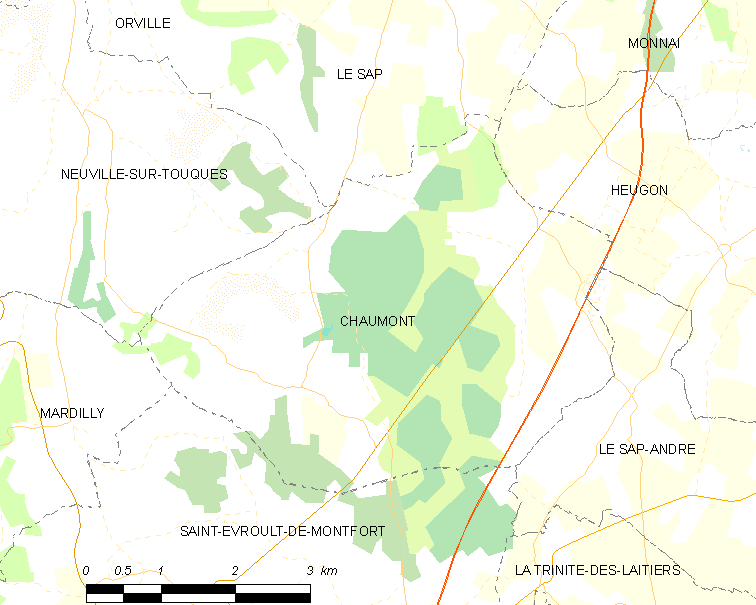
的OSM定位图

肖蒙的时区为UTC+01:00、UTC+02:00（夏令时）。

## 行政
肖蒙的邮政编码为61230，INSEE市镇编码为61103。

## 政治
肖蒙所属的省级选区为维穆捷县。

## 人口

1962-2008年间人口变化图示

肖蒙于2022年1月1日时的人口数量为167人。